# Belle Chasse
Belle Chasse é uma Região censo-designada localizada no estado americano de Luisiana, na Paróquia de Plaquemines.

## Demografia
Segundo o censo americano de 2000, a sua população era de 9848 habitantes.

## Geografia
De acordo com o United States Census Bureau tem uma área de 
73,6 km², dos quais 64,8 km² cobertos por terra e 8,8 km² cobertos por água. Belle Chasse localiza-se a aproximadamente 2 m acima do nível do mar.

## Localidades na vizinhança
O diagrama seguinte representa as localidades num raio de 12 km ao redor de Belle Chasse. 